# アーテ・ヌヒウ
アーテ・ヌヒウ（Atdhe Nuhiu、1989年7月29日 - ）は、ユーゴスラヴィア（現コソボ）・プリシュティナ出身の元プロサッカー選手。コソボとオーストリアの国籍を持つ。ポジションはセンターフォワード。

## クラブ経歴
レギオナルリーガ（3部）に属するFCヴェルスで弱冠17歳で初得点を記録。2007-08年シーズンで30試合に出場し11得点を決めた。この活躍が認められ、2008年の夏に18歳で当時オーストリア・ブンデスリーガに属していたSKアウストリア・ケルンテンに移籍した。2008年7月25日のLASKリンツ戦でオーストリア・ブンデスリーガ初得点を挙げた。2009年8月のSVリートへのレンタル移籍 を経て、2010年6月に同リーグの名門SKラピード・ウィーンに移籍した。契約は3年で延長オプションが付いた。SKラピード･ウィーンでは71試合に出場し17得点3アシストを記録。UEFAヨーロッパリーグでは8試合に出場、イングランド・プレミアリーグに属するアストン・ヴィラFCを相手に2試合連続で得点も決めた。
2013年7月25日、イングランドのシェフィールド・ウェンズデイFCに移籍。キャリア最長在籍期間となる7シーズンに渡り同チームの主力FWとしてEFLチャンピオンシップ、FAカップ、EFLカップも含めて合計277試合で50得点27アシストを記録した。
2020年9月、キプロス・ファーストディビジョンのAPOELニコシアに加入。
2021年7月、オーストリア・ブンデスリーガに属するSCラインドルフ・アルタッハに2年契約で移籍。32試合に出場し8得点3アシストを記録した。

## 代表歴
コソボとオーストリアの国籍を持ち、U21までの年代別代表ではオーストリア代表の一員としてプレーした。
2010年11月18日、アルバニアの市民権も取得。しかしアルバニア代表でプレーすることはなく、2014年9月19日にコソボ代表がFIFAとUEFAに登録されたことでコソボ代表入りを志願。2017年1月4日、コソボの市民権を取得。3月20日、コソボA代表に初招集された。
2017年3月24日の2018 FIFAワールドカップ・ヨーロッパ予選・アイスランド戦で代表初出場を果たし、初得点も記録した。2021年3月31日に行われた2022 FIFAワールドカップ・ヨーロッパ予選のスペイン代表との試合以降はA代表に招集されていない。

### 代表戦でのゴール
2020年9月6日現在
| No. | 開催日         | 開催地         | 対戦国       | 得点 | 結果 | 試合概要                      |
| --- | -------------- | -------------- | ------------ | ---- | ---- | ----------------------------- |
| 1.  | 2017年3月24日  | シュコドラ     | アイスランド | 1–2  | 1–2  | 2018 FIFAワールドカップ予選   |
| 2.  | 2018年9月10日  | プリシュティナ | フェロー諸島 | 2–0  | 2–0  | UEFAネーションズリーグ2018-19 |
| 3.  | 2019年11月14日 | プルゼニ       | チェコ       | 1–0  | 1–2  | UEFA EURO 2020予選            |

## 所属クラブ
ユース
- FCヴェルス 1999-2005

プロ
- FCヴェルス 2005-2008
- SKアウストリア・ケルンテン 2008-2010

→ SVリート 2009-2010 (loan)
- SKラピード・ウィーン 2010-2013

→ エスキシェヒルスポル 2012-2013 (loan)
- シェフィールド・ウェンズデイFC 2013-2020
- APOELニコシア 2020-2021
- SCラインドルフ・アルタッハ 2021-